# Pontault-Combault
Pontault-Combault – miejscowość i gmina we Francji, w regionie Île-de-France, w departamencie Sekwana i Marna.
Według danych na rok 1990 gminę zamieszkiwały 26 804 osoby, a gęstość zaludnienia wynosiła 1965 osób/km² (wśród 1287 gmin regionu Île-de-France Pontault-Combault plasuje się na 97. miejscu pod względem liczby ludności, natomiast pod względem powierzchni na miejscu 208.).